# کراینیتشکو
کراینیتشکو (به چکی: Krajníčko) یک منطقهٔ مسکونی در جمهوری چک است که در ناحیه ستراکونیتسه واقع شده‌است. کراینیتشکو ۷٫۵۲ کیلومتر مربع مساحت و ۱۰۰ نفر جمعیت دارد و ۵۲۴ متر بالاتر از سطح دریا واقع شده‌است.